# Král z Yvetotu (Adam)
Král z Yvetotu (ve francouzském originále Le Roi d'Yvetôt) je komická opera (opéra comique) o třech dějstvích francouzského skladatele Adolpha-Charlese Adama na libreto Adolpha de Leuvena (pseudonym hraběte Adolpha Ribbinga, 1800-1884) a Léona-Lévyho Brunswicka (vlastním jménem Léon Lhérie, 1805-1859). Poprvé byla uvedena v pařížském Théâtre de l'Opéra-Comique dne 13. října 1842.

## Vznik díla
Král z Yvetotu v zásadě uzavírá řadu úspěšných děl, které Adolphe Adam uvedl na scéně Opéry-Comique na přelomu 30. a 40. let 19. století, v době své největší slávy. Libreto mu dodali osvědčení libretisté de Leuven a Brunswick, kteří byli společně autory i dalších dvou Adamových hlavních úspěchů z tohoto období - Postiliona z Lonjumeau (1836) a Sládka prestonského (1839). Děj má prostou komickou zápletku postavenou na charakterech účastníků. Opera měla v Paříži poměrný úspěch a byla brzy převzata například do Bruselu, Londýna a Berlína, ale zůstala ve stínu jiných skladatelových děl. V českých zemích uvedena nebyla.
Opera Král z Yvetotu má předehru a zpěvní čísla proložená mluvenými dialogy ve třech dějstvích.

## Osoby a první obsazení
| osoba                                                             | hlasový obor | premiéra (13.10.1842) |
| ----------------------------------------------------------------- | ------------ | --------------------- |
| Josselyn, obchodník z Yvetotu                                     | bas          | Chollet               |
| Marguerite, jeho dcera                                            | soprán       | Rouvroy               |
| Jeanneton, jeho hospodyně                                         | mezzosoprán  | Darcier               |
| Albert, mladý muž, nápadník Marguerity                            | tenor        | Audran                |
| Réginald d'Houdeville, komtur řádu maltézských rytířů, jeho strýc | baryton      | Grard                 |
| Daniel, mlynář, nápadník Jeanneton                                |              | Mocker                |
| Vojáci, měšťané a měšťanky, maltští rytíři                        |              |                       |

## Děj opery

### Yvetotské království
Název opery odkazuje na příslovečné království yvetotské. Městečko Yvetot (dříve psáno též Yvetôt) se nachází v Horní Normandii a podle pověsti zaznamenané roku 1499 Robertem Gaguinem je král Chlothar I. povýšil roku 534 na království jako pokání za to, že zdejšího pána zabil v chrámu při bohoslužbě. Později se stalo toto království synonymem maličké, idylické, mírumilovné země. K rozšíření této představy ve Francii přispěla především Bérangerova satirická píseň z roku 1813, známá i v češtině s hudbou Jiřího Koptíka. OPera ostatně nese i věnování Bérangerovi. Oblíbeno bylo i soudobé anglické zpracování zmíněné písně Williama Makepeace Thackeraye The King of Yvetot. Píseň představuje yvetotského krále jako veselého, mírumilovného a poživačného člověka, podobně jako libreto opery. Na stejné pověsti jsou založena i libreta stejnojmenných oper Léona Vasseura (Brusel 1873) a Jacquese Iberta (Paříž 1930).
Děj se odehrává v Yvetotu kolem roku 1580.

### 1. dějství
V domě Josselyna, yvetotského obchodník v nejlepších letech, nejbohatšího, nejoblíbenějšího a nejrozšafnějšího měšťana městečka Yvetotu. Adalbert, chudý podnájemník, je zamilován do Josselynovy dcery Marguerity (árie Non, plus de tristesse) a zrovna jí přináší kytici k zítřejším jmeninám. Josselynova ctižádostivá hospodyně Jeanneton to považuje za nevhodné - nejbohatší Yvetoťan přece nemůže dát svou dceru nemajetnému. Marguerite samotná by však byla pro. Josselyn shrnuje svůj životní postoj ve vstupní árii Fi des honneurs, des grandeurs!: nestojí o žádné pocty, další bohatství, moc nebo postavení, chce být se všemi zadobře a užívat života. Pro svou dceru má k svátku zvlášť originální dar: ženicha (milenci strnou hrůzou), kterým není nikdo jiný než Adalbert (uf!) (kvartet Oui, mon enfant, pour célébrer ta fête). Jeanneton váhá, zda má usilovat o sňatek s Josselynem, nebo má vyslyšet dvoření mlynáře Daniela: nakonec slíbí sňatek Danielovi (ten to přivítá kuplety Quel heureux destin).
Před měsícem zemřel v cizině a bez dědice yvetotský král, Josselynův přítel. Jeanneton se odváží a otevře schránku, kterou král u Josselyna zanechal. Je v ní listina, která označuje Josselyna jako dědice, ten však ale o korunu nestál a odkaz tajil. To ale Jeanneton nehodlá tak nechat. Při slavnostní večeři Josselyn vyprázdní na počest snoubenců i zesnulého krále několik číší vína. Když upadne do hlubokého spánku, Jeanneton rozhlásí nadšenému lidu Josselynovo legitimní nástupnictví a nechá jej přenést do královského zámku (finále Moment charmant... A lui la puissance).

### 2. dějství
Spícího krále Josselyna chrání dobrovolnická garda (pochod a sbor Garde fidèle du nouveau roi). Jeanneton se prohkásila za královu superintendantku (árie Je ne suis plus cette petite Jeanette) a hodlá zavést řádný ceremoniál. Nešťastného Daniela odvrhne (duet Quitte, sans plus attendre) a hodlá přesvědčit Josselyna, aby ji udělal královnou.
Objevuje se Adalbertův strýc Réginald, komtur maltézských rytířů, mocných sousedů yvetotského království. Má totiž v úmyslu donutit Adalberta, aby se také stal johanitou, ale Adalbert z jeho výchovy uprchl (duet komtura a Adalberta Allons, point d'indigne faiblesse!). Adalbert, Jeanneton a Marguerite se snaží najít východisko, zatímco Josselyn se zmaten probouzí (kvartet Où suis-je? a sbor Vive notre bon maître!). Josselyn je sice zděšen Jeannetoninými plány na organizaci královského dvora (duet Qu'ai-je entendu!... Il faut rehausser la puissance) - ale proti svému přesvědčení souhlasí, že zůstane králem, zejména aby pomohl své dceři a nastávajícímu zeti (kvartet A ce guerrier si redoutable... En mon éloquence ayez confience). Rozhovor Josselyna s komturem však ukáže, že ne s každým lze vyjít po dobrém - komtur je ochoten si odvést synovce i za cenu války. Král Josselyn by se chtěl za každou cenu válce vyhnout, ale poddaní projevují bojové nadšení (sbor a ansámbl La guerre! la guerre!).

### 3. dějství
Adalbert dodává Margueritě nadějí (romancí Maintenant, à vous pour la vie), situace však je přes veškeré přípravy vážná. Yvetotští dobrovolníci nemohou vzdorovat profesionálnímu vojsku maltézských rytířů. Pohled na pečeť listiny, kterou komtur zasílá králi ultimátum, však Josselynovi naznačí cestu k záchraně. Ujišťuje své okolí, že všechno dobře dopadne (sbor a ansámbl Que vient-on de nous apprendre?), a opakuje své životní krédo citací Bérangerovy písně Il était un roi d'Yvetot.
Na Josselynovo vyzvání k souboji přichází komtur (s povýšeneckou árií Fidèle aux lois de la chevalerie), ale Josselyn mu prozradí a prokáže, že Marguerite je ve skutečnosti komturova dcera; Margueritina matka, komturova tajná láska, ji nechala Josselynovi k vychování. Komtur na jedné straně kompromitován a nemůže se k dceři přiznat, na druhé straně je dojat a chtěl by ji poznat a obejmout. Není nic snadnějšího než obému vyhovět, odpovídá Josselyn: ať tedy komtur dovolí, aby se Marguerita stala ženou jeho synovce Adalberta. Na což komtur samozřejmě přistoupí a vše končí veselím a hned dvěma sňatky. Josselyn totiž z moci královské nařídí též sňatek Jeanneton s mlynářem Danielem a královský úřad bude moci nadále vykonávat podle svého (finále Venez tous, nes enfants... Le bonheur, il est là).